# アリー my Love (第5シーズン)
ドラマシリーズ『アリー my Love』の、最終シーズンとなる第5シーズンは、全22話がアメリカ合衆国で2001年10月29日から2002年5月20日にかけて放送された。以前のシーズン同様に、シーズンを通して月曜日の午後9時から放送された。2002年3月4日のエピソード放送後、 The American Embassy 放送のために番組は6週間休止となった。番組は2002年4月15日に再開され、残り7話が放送された。
6枚組のDVDボックスセットは Ally McBeal: Season Five と題され、2003年2月10日に発売された。
第5シーズンはアメリカ合衆国で平均940万人の視聴者を得るにとどまり、同年のテレビ番組の中で65位で終わった
。さらに、『アリー my Love』の各シーズン中最低の視聴率となり、2002年4月18日に番組打ち切りをもたらし、エミー賞もゴールデングローブ賞も獲得できなかった唯一のシーズンとなった。

## スタッフ
このシーズンは20世紀フォックス ホーム エンターテイメントとデビッド・E・ケリー・プロダクションによって製作された。エグゼクティブ・プロデューサーはビル・デリアと、全22話中21話の脚本を担当した原案者でもあるデビッド・E・ケリーがをつとめた（このシーズンのエピソード「風に吹かれて」は、全シーズン中唯一ケリーが脚本および共同脚本にクレジットされなかったエピソードである）。コンスタンス・M・バーグ、ピーター・ブレイク、シンディ・リクトマンなどがこのシーズンのスタッフライターとして参加している。出演者のピーター・マクニコルが、「封じ込められた心」でケリーと脚本を共同執筆し、グレッグ・ジャーマンは「四角い恋愛模様」で初監督を務めた。アリス・ウェストがこのシーズンの共同エグゼクティブ・プロデューサーを務めた。

## 配役
第5シーズンでは香盤表に12人の主要な役柄が記載された。アリー・マクビール役のキャリスタ・フロックハート、リチャード・フィッシュ役のグレッグ・ジャーマン、ジョン・ケイジ役のピーター・マクニコル、エレイン・バッセル役のジェーン・クラコウスキー、本人役のヴォンダ・シェパード、ネル・ポーター役のポーシャ・デ・ロッシおよびリン・ウー役のルーシー・リューが主要登場人物として出演した。
ロバート・ダウニー・Jr演じるラリー・ポールは第5シーズンの主要登場人物になる予定だった。
ラリーとアリーの結婚生活を中心に展開するシーズン・アークがすでに計画されていたが、ダウニーが薬物容疑で逮捕されたために書き直しが必要となった。
出演者のピーター・マクニコルとルーシー・リューは数話への出演契約しか結んでいなかったが、その後書き直された。マクニコルはリカーリング出演に戻ることに同意し、番組終了まで出演したが、リューは『チャーリーズ・エンジェル フルスロットル』の撮影日程の都合で最終話までの撮影には参加できなかった。以前の出演者のギル・ベローズ、コートニー・ソーン＝スミスおよびリサ・ニコル・カールソンが最終話に出演した。
このシーズンから出演者としてはジェニー・ショウ役のジュリアンヌ・ニコルソン、レイモンド・ミルベリー役のジョシュ・ホプキンスおよびグレン・フォイ役のジェームズ・マースデンなどが挙げられる。ニコルソンとマースデンが演じたキャラクターはファンの間で人気が出なかったことからシーズン半ばで出番がなくなったが、ヘイデン・パネッティーアが演じるマギー・ハリントンというキャラクターがレギュラー陣に追加された。レジーナ・ホールは前シーズンでのリカーリングからレギュラーに昇格した。
シーモア・ウォルシュ判事役のアルバート・ホール、スティーブン・ミルター役のジョン・マイケル・ヒギンズ、ヴォンダ・シェパードのバックコーラスシンガー役のレネイ・エリース・ゴールズベリイ、ヴェイトリーナ・キングおよびサイ・スミスなどの、以前のシーズンからのさまざまな脇役たちも第5シーズンに出演した。アリーの新しい恋愛対象であるヴィクター・モリソン役としてジョン・ボン・ジョビがシーズン半ばから加わったが、シーズン終了前に退場した。ジョシュ・グローバンはマルコム・ワイアット役で再びゲスト出演した。バリー・ハンフリーズ、マシュー・ペリーおよびクリスティーナ・リッチがシーズンを通じてリカーリング出演した。エルトン・ジョン、マライア・キャリーおよびバリー・ホワイトがバーの出演者として登場した。ヴォンダ・シェパードは最終話で主題歌の "Searchin' My Soul" の全曲を歌うように提案されたが断っている。

## エピソード
| 話数 (通算) | サブタイトル         | 原題                              | 監督                                         | 脚本 | 放送日         | 製作 記号 | 視聴者数 (100万人) |
| --- | -------------------- | --------------------------------- | -------------------------------------------- | --- | -------------- | --------- | ------------------ |
| 1 (91) | もう一人の自分       | Friends and Lovers                | ビル・デリア                                 | デビッド・E・ケリー | 2001年10月29日 | 5M01      | 10.95              |
| アリーはケイジ&フィッシュのアソシエイトとしてジェニーを雇う。ジェニーは、元恋人もケイジ&フィッシュの新しいアソシエイトだったので顔を合わせることになる。ジョンは、アリーがジョンを愛していると言うの耳にしてアリーを誤解し、心を勝ち取ろうと試みる。 |                      |                                   |                                              | |                |           |                    |
| 2 (92) | スター誕生           | Judge Ling                        | オズ・スコット                               | デビッド・E・ケリー | 2001年11月5日  | 5M02      | 10.20              |
| ジェニー、アリー、グレンの三人はテレマーケティング事件の担当となる。コレッタがジョンに、良い印象を与えるために見栄えが良くなければならないと納得させ、ジョンは自分の妙に女っぽいところを払拭するためにマッスルスーツを着用する。リンとネルは街頭で双子の赤ちゃんを「褒める」。双子の母親は、マサチューセッツ州知事の妻で、知事はリンに判事の職を提供する。 |                      |                                   |                                              | |                |           |                    |
| 3 (93) | 思いがけない告白     | Neutral Corners                   | アーヴィン・ブラウン                         | デビッド・E・ケリー | 2001年11月12日 | 5M03      | 10.40              |
| アリーはレイモンドとグレンの夢を見る。アリーはリンのテレビスタッフと、アナウンサーとしてクレア・オトムズを使ってインフォマーシャルを作ることにする。グレンはアリーに興味がないと告げ、レイモンドはグレンにアリーとデートしても構わないかと聞く。ジョンはアリーに自分の気持ちを告白するが、アリーに二人は友達以上には絶対にならないと言われて失望する。 |                      |                                   |                                              | |                |           |                    |
| 4 (94) | 四角い恋愛模様       | Fear of Flirting                  | グレッグ・ジャーマン                         | デビッド・E・ケリー、コンスタンス・M・バーグ、ロベルト・ベナビブ                                                         | 2001年11月19日 | 5M04      | 9.84               |
| アリーとグレンはじゃれあい続け、お互いを意識的に避けるようなる。ジョンは事務所の女性陣、特にネルの心配をよそに事務所を離れる。リチャードは、ジョンが手放したトイレの隠し部屋「穴」を引き継ぐ。レイモドは以前の相手方弁護士からセクシャル・ハラスメントで訴えられ、ジェニーに弁護を依頼する。 |                      |                                   |                                              | |                |           |                    |
| 5 (95) | 年下の男の子         | I Want Love                       | マイケル・シュルツ                           | デビッド・E・ケリー | 2001年11月26日 | 5M05      | 10.88              |
| ジェニーの母親が、20歳の相手とデータしたことで解雇される。ジェニーは、アリーにこの訴訟に負けて欲しいと望む。アリーの最終弁論がジェニーの気持ちを動かし、もうすぐ義父となる男性を受け入れる。リンは自分の番組のためにもっとエキサイティングな訴訟案件をさがし、テレビ法廷にフルオーケストラを連れてくる。 |                      |                                   |                                              | |                |           |                    |
| 6 (96) | 青春の落とし物       | Lost and Found                    | メル・ダムスキ                               | 原案 : デビッド・E・ケリー、ピーター・ブレイク 脚本 : デビッド・E・ケリー                                                | 2001年12月3日  | 5M06      | 9.40               |
| ジョンが突然復帰するが、リチャードがジョンの「穴」でパーティーを開いたと聞いてショックを受ける。レイモンドが、グレンとアリーに自分とジェニーとのダブルデートを持ちかけるが、ジェニーとグレンが一緒に帰ってしまう。リンは、自分のテレビ番組のキャラクターを盛り上げるためにヌードでポーズをとる。コレッタとリチャードは、自分たちが金銭目的で老人と結婚する女性に関する警察の操作に巻き込まれていることに気づく。 |                      |                                   |                                              | |                |           |                    |
| 7 (97) | 悲劇からの再起       | Nine One One                      | ビリー・ディクソン                           | デビッド・E・ケリー | 2001年12月10日 | 5M07      | 9.30               |
| アリーは、神を信じていないために教会から罷免された牧師を弁護する。ジョンは、死者が出た災害を理由にクリスマスパレードを中止した市長に対する訴訟を担当する。ジェニーとエレインは、事務所のクリスマスパーティーでの、グレンと行ったエレインのパフォーマンスについて対立する。 |                      |                                   |                                              | |                |           |                    |
| 8 (98) | 最後のチャンス       | Playing with Matches              | デヴィッド・セメル                           | 原案 : デビッド・E・ケリー、コンスタンス・M・バーグ、ロベルト・ベナビブ 脚本 : デビッド・E・ケリー                       | 2002年1月7日   | 5M08      | 9.99               |
| ジェニーの母親の結婚式が近づく。アリーとジェニーは、まもなくジェニーの義理の父となる男がアリーに言い寄ったことにショックを受ける。ジョンとコレッタは、キミー・ビショップが自分に対して「釣り合う相手がいない」と告げた結婚仲介人を訴えるのを手伝う。 |                      |                                   |                                              | |                |           |                    |
| 9 (99) | 風に吹かれて         | Blowin' in the Wind               | レイチェル・タラレイ                         | コンスタンス・M・バーグ、ロベルト・ベナビブ、シンディ・リクトマン                                                        | 2002年1月14日  | 5M09      | 10.32              |
| アリーが衝動的に家を買う。リチャードは、家を修理するために便利屋のビクターを雇ったアリーへのサプライズとして、ほかの人に家を塗装してもらう。アリーは、破産するまで妻にプレゼントを買うために大金を使い続けた男の訴訟を担当する。 |                      |                                   |                                              | |                |           |                    |
| 10 (100) | 100粒の涙            | One Hundred Tears                 | ビル・デリア                                 | デビッド・E・ケリー | 2002年1月21日  | 5M10      | 10.79              |
| アリーは、自分の古い寝室の窓から飛び降りるために古い家に押し入った男の弁護をする。ハーヴェイ・ホールは自分で作った翼を使って飛べると信じている。ハリエット・パンプルは、エレイン、コレッタ、リチャード、ジョンの結婚相手を探そうとする。ハリエットはビクターとエレインをつか合わせる。ジョンがハリエットに結婚相手を探させることを拒否すると、オフィス中が彼のためにトッド・ラングレンの "We Gotta Get You A Woman" を歌う。 |                      |                                   |                                              | |                |           |                    |
| 11 (101) | 衝撃の事実           | A Kick in the Head                | デヴィッド・グロスマン、ヤノット・シュワルツ | デビッド・E・ケリー | 2002年2月4日   | 5M11      | 11.82              |
| 10歳のマディ・ハリントンがアリーのもとに現れ、アリーが卵子バンクに預けた卵子が10年前に取り違えられた結果生まれたアリーの娘だと告げる。マディーは最終的な居場所が決まるまで試験的にアリーと共にボストンで暮らすことにする。リチャードは、サッカーボールと間違えて妻の頭を蹴って殺してしまった男の裁判を担当する。 |                      |                                   |                                              | |                |           |                    |
| 12 (102) | 新しすぎる毎日       | The New Day                       | ベサニー・ルーニー                           | デビッド・E・ケリー | 2002年2月11日  | 5M12      | 8.08               |
| アリーはマディを庇いすぎて、校長、教師、クラスメートと対立している。子守りを雇うことにしたが、自分の基準に合う子守りが見つからず、結局マディーと仲良くなっていたビクターを雇う。ジョンが去ってから、アリーは事務所のパートナーシップがオファーされる。アリーは事務所が赤字であることに気づき、従業員を解雇しなければならなくなる。コレッタとレイモンドは、AIDSで死にかけていることを理由に解雇された女性弁護士の裁判の法廷で対峙する。 |                      |                                   |                                              | |                |           |                    |
| 13 (103) | 苦渋の選択           | Woman                             | ヤノット・シュワルツ                         | デビッド・E・ケリー | 2002年2月18日  | 5M13      | 8.77               |
| アリーはジェニーを解雇し、グレンも辞職すさせる。グレンとジェニーはケイジ、フィッシュ&マクビールを離れ、一緒に新しい事務所を立ち上げることにする。アリーはネルにもっと感じ良くなってほしいと思い、バーで歌ってほしいと頼む。クレア・オトムズが自分の事務所からセクシャル・ハラスメントで解雇されたため弁護士を必要とする。リチャードはクレアを事務所のアシスタントとして雇うことにする。マディはセックスについて質問をし始め、アリーとビクターにフレンチ・キスを実演するように求める。 |                      |                                   |                                              | |                |           |                    |
| 14 (104) | 過ぎし日の恋         | Homecoming                        | ビリー・ディクソン                           | 原案 : デビッド・E・ケリー、コンスタンス・M・バーグ、ロベルト・ベナビブ 脚本 : デビッド・E・ケリー                       | 2002年2月25日  | 5M14      | 10.48              |
| アリーは、マディの本当の両親が現れる夢を繰り返し見たのでDNA検査を受ける。マディは叔母に会うためにニューヨークへ逃げ出す。認知症の女性が、アリーの前に家を所有していた生涯の恋人であるヴィンセント探して訪れる。アリーはレイモンドに事務所での仕事を提示し、レイモンドは仕事を受ける。クレアはリチャードが高校時代の失恋相手と再開するのを手助けするが、彼女は性転換手術を受けて今では男性になっている。 |                      |                                   |                                              | |                |           |                    |
| 15 (105) | とらわれの魂         | Heart and Soul                    | スティーヴ・ゴーマー                         | デビッド・E・ケリー | 2002年3月4日   | 5M15      | 9.10               |
| リチャードとレイモンドは、唯一の適合者である父親からの心臓移植をホール判事が認めなければ死んでしまう16歳の少女、セリーナ・フェルドマンの代理人として雇われる。ホール判事が却下した後、セリーナの父親は脱走し、自殺する。マディは喫煙しているところを見つかり、ビクターに学校での父と娘の日を避けるために定額になりたかったと打ち明ける。 |                      |                                   |                                              | |                |           |                    |
| 1617 (106107) | 自立した女           | Love is All Around                | アーリーン・サンフォード                     | 原案 : デビッド・E・ケリー、コンスタンス・M・バーグ、ロベルト・ベナビブ、シンディ・リクトマン 脚本 : デビッド・E・ケリー | 2002年4月15日  | 5M165M17  | 8.12               |
| アリーは、ビクターとの3回目のデート、いわゆる「セックスデート」をしようとしている。アリーは採用面接を行い、大物弁護士のトッド・メリック（スペシャルゲストスターのマシュー・ペリー）と会う。アリーとビクターが帰宅するとマディの子守りがテレビの前で死んでおり、デートは台無しになる。リチャードは、その訴訟のためにジョン・ケイジを呼び戻す必要があると恐れている、意地が悪く、若くして裁判所の悪魔と恐れられている弁護士、ロリータことライザ・バンプに対抗する仕事をネルに割り当てる。クレアは結婚することを発表し、コレッタは婚前契約に署名するように示唆する。判事は弁護士がクレアの結婚に関わることを禁止し、クレアの婚約者は結婚式の中止を決断する。アリーはいまだにラリーの思い出に揺れており、ビクターへの気持ちが定まらない。ジョンとネルは裁判に負けるよりはと和解を持ちかけるが、ライザが若い条件を引き下げる。ジョンは怒ってライザを倒すことを決意する。 |                      |                                   |                                              | |                |           |                    |
| 18 (108) | 私を生きる           | Tom Dooley                        | サラ・ピア・アンダーソン                     | デビッド・E・ケリー | 2002年4月22日  | 5M18      | 8.14               |
| アリーはビクターとバミューダ諸島に旅行し、ライザを事務所の新しい弁護士として雇い入れる。ライザは、自分の事務所でパートナーになる予定だった弁護士、ウィルソン・ジェイドを雇い入れる。ネルとウィルソンは、自分の夫をセクシャルハラスメントで訴えている女性の代理人となり、ジョンとライザは、2人の男性と法的に結婚した女性、ニコール・ネイプルス（特別ゲストのヘザー・ロックリア）の代理人をつとめている。ライザとジョンは法廷で素晴らしい化学反応を起こし、ニコールを刑務所行きから救い出す。クレアは、ネルの力を借りて訴訟を見事に解決したウィルソンに好意を寄せている。 |                      |                                   |                                              | |                |           |                    |
| 19 (109) | いつか来た道         | Another One Bites the Dust        | ケニー・オルテガ                             | 原案 : デビッド・E・ケリー、コンスタンス・M・バーグ、ロベルト・ベナビブ 脚本 : デビッド・E・ケリー                       | 2002年4月29日  | 5M19      | 7.71               |
| アリーとビクターはバミューダ諸島旅行から帰ってくる。アリーは、マディー抜きでは上手く付き合えなかったので二人の関係が危機に瀕していると感じている。ビクターは元ガールフレンドから契約違反で訴えられている。ネルとウィルソンは、自分たちのクライアントに対してセックステープを公開すると脅迫している女性に対抗してチームを組む。リチャードはライザに執着し、補聴器を通してクレアに話してもらう。 |                      |                                   |                                              | |                |           |                    |
| 20 (110) | 敗者の美学           | What I'll Never Do for Love Again | ビリー・ディクソン                           | デビッド・E・ケリー | 2002年5月6日   | 5M20      | 8.78               |
| エレインは『コーラスライン』のオーディションを受けるが、その後の連絡をもらえない。間違ってキャスティングディレクターにぶつかってしまい、二人はディナーに出かけて結局セックスする。リチャードの父親は、以前の秘書からセクシャルハラスメントで訴えられている。彼は彼女と恋に落ち、40年の結婚生活にダメージを与えたため、彼女を解雇した。 |                      |                                   |                                              | |                |           |                    |
| 21 (111) | 封じ込められた心     | All of Me                         | ベサニー・ルーニー                           | デビッド・E・ケリー、ピーター・マクニコル                                                                                | 2002年5月13日  | 5M21      | 8.00               |
| ケイジ、フィッシュ&マクビールの弁護士たちは、一人の女性の二重人格のそれぞれが法廷での代理人として彼らを雇ったことから分裂する。女性の人格の一つはヘレナ・グリーンと呼ばれる、強くて決断力のある意地悪な女性である。彼女は、優しく温厚な性格のヘレン・グリーンと何年も前に結婚した夫と離婚したいと望んでいる。ヘレンがアリーとジョンを雇う一方、ヘレナは差し迫った約束に苦しむカップルであるライザとリチャードを味方につけている。 |                      |                                   |                                              | |                |           |                    |
| 22 (112) | さよならは言わないで | Bygones                           | ビル・デリア                                 | デビッド・E・ケリー | 2002年5月20日  | 5M22      | 11.51              |
| アリーは、マディーが気を失った後で、彼女が人生の様々な変化に対する神経質な反応に苦しんでいることに気がつく。アリーは、娘を助ける唯一の方法はニューヨークに戻ることだと決心する。ボストンで過ごす最後の数時間に、アリーの元にはレネ、ジョージア、そして幽霊のビリーが訪れる。 |                      |                                   |                                              | |                |           |                    |